# Systropus sericeus
Systropus sericeus är en tvåvingeart som beskrevs av Mario Bezzi 1924. Systropus sericeus ingår i släktet Systropus och familjen svävflugor.
Artens utbredningsområde är Ghana. Inga underarter finns listade i Catalogue of Life.